# انتفاضة 8888
احتجاجات 8888 الشعبية المؤيدة للديمقراطية في جميع أنحاء البلاد، والمعروفة أيضاً باسم انتفاضة 8-8-88، أو قوة الشعب الانتفاضية. كانت الحركة الديمقراطية الشعبية وانتفاضة عام 1988 سلسلة من الاحتجاجات على الصعيد الوطني. وصلت الاضطرابات الأهلية في بورما (ميانمار) إلى ذروتها في أغسطس عام 1988. وقعت الأحداث الرئيسية في 8 أغسطس 1988، وبالتالي هي معروفة باسم انتفاضة 8888.
بدأت الاحتجاجات كحركة طلابية وتم تنظيمها بشكل كبير من قبل طلاب الجامعات في جامعة رانجون للفنون والعلوم، ومعهد رانغون لتكنولوجيا.
ومنذ عام 1962، حكم حزب البرنامج الاشتراكي في بورما البلاد على أنها دولة استبدادية ذات حزب واحد، يرأسها الجنرال ني وين. في إطار أجندة الحكومة، المسماة طريق بورما إلى الاشتراكية، والتي شملت العزلة الاقتصادية والتعزيز العسكري، أصبحت بورما واحدة من أكثر البلدان فقراً في العالم. تم تأميم العديد من الشركات الاقتصادي في القطاع الرسمي، فجمعت الحكومة بين التخطيط المركزي على الطريقة السوفياتية والمعتقدات البوذية والتقليدية.
بدأت ثورة 8888 من قبل الطلاب في يانغون (رانجون) في 8 أغسطس 1988. انتشرت احتجاجات الطلاب في جميع أنحاء البلاد. احتج مئات الآلاف من الرهبان والأطفال وطلاب الجامعات وربات المنازل والأطباء وعامة الناس على الحكومة.  انتهت الانتفاضة في 18 سبتمبر بعد انقلاب عسكري دموي من قبل قانون الدولة ومجلس استعادة القانون. نُسب الآلاف من القتلى خلال هذه الانتفاضة إلى الجيش، في حين أن السلطات في ميانمار قدرت عدد القتلى بحوالي 350 شخصاً.
خلال الأزمة، برزت أونغ سان سو كي كرمز وطني. وعندما نظم المجلس العسكري انتخابات في عام 1990، فاز حزبها، الرابطة الوطنية من أجل الديمقراطية، بنسبة 81 في المائة من مقاعد الحكومة (392 من أصل 492). ومع ذلك، رفض المجلس العسكري الاعتراف بالنتائج واستمر في حكم البلاد كمجلس لاستعادة القانون والنظام. كما وُضع أونغ سان سو كي تحت الإقامة الجبرية. سيكون لقانون الدولة ومجلس استعادة القانون والنظام تغييرا تجميليا في حزب برنامج بورما الاشتراكي. رفعت الإقامة الجبرية عن سو كي في عام 2010، عندما حصلت على الاهتمام العالمي مرة أخرى أثناء عمل فيلم السيرة الذاتية «ذا ليدي».

## خلفية

### المشاكل الاقتصادية
قبل الأزمة، كانت بورما تحت حكم نظام الجنرال ني وين القمعي منذ عام 1962. كان للبلد دين وطني قدره 3.5 بلايين دولار واحتياطي من العملات تتراوح بين 20 مليون دولار و35 مليون دولار، حيث تبلغ نسبة الديون نصف الميزانية الوطنية.  في نوفمبر 1985، تجمع الطلاب وقاطعوا قرار الحكومة بسحب أوراق العملة المحلية البورمية.
في 5 سبتمبر 1987، أعلن ني وين سحب أوراق العملة التي تم استبدالها حديثاً، 100 و75 و35 و25 كيات، تاركاً 45 و90 كيات فقط، على ما يبدو لأن الرقمين الأخيرين فقط قابلان للتقسيم على 9. كان الطلاب غاضبين بشكل خاص من قرار الحكومة حيث تم إلغاء التوفير في الرسوم الدراسية على الفور. قام طلاب من معهد رانجون للتكنولوجيا بأعمال شغب في رانجون، حطموا النوافذ وإشارات المرور في شارع إنسين. أُغلقت الجامعات في رانجون وأُرسل الطلاب إلى منازلهم. وفي الوقت نفسه، ظهرت احتجاجات أكبر في ماندالاي شارك بها الرهبان والعمال، قاموا بحرق بعض المباني والشركات الحكومية. لم تذكر وسائل الإعلام الحكومية البورمية سوى القليل عن الاحتجاجات، لكن المعلومات انتشرت بسرعة بين الطلاب.
مع إعادة فتح المدارس في أواخر أكتوبر 1987، أنتجت مجموعات سرية في رانغون وماندالاي منشورات خارجية بلغت ذروتها في انفجار قنابل في نوفمبر. تلقت الشرطة لاحقاً رسائل تهديد من مجموعات سرية، نظمت احتجاجات صغيرة حول الحرم الجامعي.  بعد الحصول على مركز أقل البلدان نمواً من المجلس الاقتصادي والاجتماعي للأمم المتحدة في ديسمبر 1987، أثارت سياسة الحكومة التي طلبت من المزارعين بيع المنتجات بأقل من أسعار السوق لخلق إيرادات أكبر للحكومة، احتجاجات عنيفة في العديد من المناطق الريفية. انتشرت الاحتجاجات مع ظهور خطابات عامة موجهة إلى ني وين من قبل القائد السابق للقيادة العامة العميد أونغ جي في يوليو 1987، لتذكيره بأعمال الشغب التي اندلعت في عام 1967 وتدين عدم الإصلاح الاقتصادي، ووصف بورما بأنها «مزحة تقريباً» مقارنة بغيرها من دول جنوب شرق آسيا. تم القبض عليه لاحقاً.

### الاحتجاجات المبكرة للديمقراطية
في 12 مارس 1988، كان الطلاب من معهد رانغون لتكنولوجيا يتجادلون مع الشباب خارج المدرسة داخل مقهى ساندا وين حول الموسيقى التي تعزف على النظام الصوتي. رفض شاب ثمل أن يعيد الشريط الذي يفضله طلاب معهد رانغون للتكنولوجيا. أعقب ذلك مشاجرة تم فيها اعتقال أحد الشباب، الذي كان نجل أحد مسؤولي حزب البرنامج الاشتراكي في بورما، ذلك لإصابته طالب ثم أطلق سراحه بعد. احتج الطلاب في قسم شرطة محلي حيث تم حشد 500 من شرطة مكافحة الشغب وفي الاشتباك الذي تلا ذلك، قُتل طالب واحد يدعى فون ماو. أثارت الحادثة غضب الجماعات المؤيدة للديمقراطية، وفي اليوم التالي تجمّع عدد أكبر من الطلاب في معهد ماساتشوستس للتكنولوجيا وانتشروا في جامعات أخرى. رأى الطلاب، الذين لم يحتجوا من قبل، على نحو متزايد أنفسهم كناشطين. كان هناك استياء متزايد من الحكم العسكري ولم تكن هناك قنوات لمعالجة الشكاوى، التي تفاقمت بسبب وحشية الشرطة وسوء الإدارة الاقتصادية والفساد داخل الحكومة.
بحلول منتصف شهر مارس، وقعت عدة احتجاجات وكان هناك معارضة مفتوحة في الجيش. تم تفريق مظاهرات مختلفة باستخدام قنابل الغاز المسيل للدموع لتفريق الحشود. في 16 مارس، سار الطلاب الذين طالبوا بإنهاء حكم الحزب الواحد باتجاه الجنود في بحيرة إينيا عندما اقتحمت شرطة مكافحة الشغب من الخلف، وضربوا عدة طلاب حتى الموت واغتصبوا آخرين. استذكر العديد من الطلاب هتافات الشرطة التي تقول” لا تدعهم يفرون" و "اقتلوهم!".

### ني وين يستقيل
في أعقاب الاحتجاجات الأخيرة، أعلنت السلطات إغلاق الجامعات لعدة أشهر. بحلول يونيو 1988، كانت المظاهرات الكبيرة للطلاب والمتعاطفين مشهداً يومياً. لقي العديد من الطلاب والمتعاطفين وشرطة مكافحة الشغب حتفهم طوال الشهر مع انتشار الاحتجاجات في جميع أنحاء بورما من رانغون. تم الإبلاغ عن احتجاجات واسعة النطاق في بيغو، وماندالاي، وتفوي، وتونغو، وغوتوي، وباكوكو، وميرغي، ومينبو، وميرتكينا. طالب المتظاهرون بأعداد أكبر بالديمقراطية المتعددة الأحزاب، التي شهدت استقالة ني وين في 23 يوليو 1988. في خطاب توديعي أُعطي في ذلك اليوم، أكد وين أنه «عندما يطلق الجيش النار، فإنه يطلق النار لكي يقتل». وعد أيضاً بنظام التعددية الحزبية، لكنه عيّن سين لوين المكروه إلى حد كبير، والمعروف باسم «جزار رانغون» لرئاسة حكومة جديدة.

## الاحتجاجات الرئيسية

### 1-7  أغسطس
وصلت الاحتجاجات إلى ذروتها في أغسطس 1988. خطط الطلاب لمظاهرة على مستوى البلاد في 8 أغسطس 1988، وهو تاريخ مبشر بالنجاح على أساس الأهمية العددية. وصلت أخبار الاحتجاج إلى المناطق الريفية وقبل أربعة أيام من الاحتجاج الوطني، كان الطلاب في جميع أنحاء البلاد يدينون نظام سين لوين ويتم حشد قوات التاتماداو. ظهرت منشورات وملصقات في شوارع رانغون تحمل شارة الطاووس القتالية لاتحاد طلاب بورما. وقد شُكلت لجان الأحياء والإضراب علناً بناء على مشورة الناشطين السريين، الذين تأثر العديد منهم بحركات سرية مماثلة قام بها العمال والرهبان في الثمانينات. بين 2 و10 أغسطس، كان هناك احتجاجات منسقة في معظم المدن البورمية.
خلال هذه الفترة، كانت الصحف المنشقة تنشر بحرية، وكانت لافتات الطاووس القتالية خالية من الصدمات، وتم تنظيم مسيرات متزامنة وتمت حماية المتحدثين في المسيرات. في رانغون، بدأت البوادر الأولى للحركة حول القمر البوذي الكامل من واسو في معبد شويداغون عندما خرج الطلاب المتظاهرين مطالبين بدعم وقامت لجان الأحياء والإضرابات بتحصن الأحياء والدفاع عنها وحشدت المزيد من المظاهرات. وفي بعض المناطق، أقامت اللجان مراحل مؤقتة خاطب فيها المتحدثون الحشود وجلبوا تبرعات لدعم المسيرات. في الأيام القليلة الأولى من احتجاجات رانغون، اتصل النشطاء بالمحامين والرهبان في ماندالاي لتشجيعهم على المشاركة في الاحتجاجات. سرعان ما انضم الطلاب البورميون من جميع أنحاء البلاد، بمن فيهم الموظفون الحكوميون والرهبان البوذيون والعاملون في القوات الجوية والبحرية وموظفو الجمارك والمعلمون والعاملون في المستشفى. أصبحت المظاهرات في شوارع رانغون نقطة محورية للمظاهرات الأخرى، التي امتدت إلى عواصم الدول الأخرى.  تظاهر 10,000 متظاهر بمفردهم خارج معبد سولي في رانغون، حيث أحرق المتظاهرون ودفنوا صور ني وين وزين لوين في توابيت مزينة بأوراق نقدية منزوعة.  وقعت احتجاجات أخرى في جميع أنحاء البلاد في الملاعب والمستشفيات. وأفاد الرهبان في معبد سولي أن صورة بوذا قد تغيرت شكلها، مع صورة في السماء تقف على رأسها.  في 3 أغسطس، فرضت السلطات الأحكام العرفية من الساعة 8 مساءً حتى الساعة 4 صباحاً، وفرضت حظراً على تجمع أكثر من خمسة أشخاص.